# Dvärgnäbbmus
Dvärgnäbbmus (Sorex minutus) är en art i familjen näbbmöss som förekommer i stora delar av Europa och norra Asien.

## Kännetecken
Arten liknar den vanliga näbbmusen (Sorex araneus) men är betydligt mindre. Dvärgnäbbmusen tillhör de minsta landlevande däggdjursarterna i Europa. Kroppslängden för vuxna exemplar ligger mellan 39 och 60 millimeter, svanslängden mellan 32 och 46 millimeter och vikten mellan 2,4 och 6,1 gram. Kroppens ovansida och sidorna är gråbrun till brun och undersidan grå till ljusgrå. Några exemplar har en vit svansspets. Svansen är i jämförelse till den övriga kroppen tjockare och längre än hos vanlig näbbmus.

## Utbredning och habitat
Dvärgnäbbmusen förekommer nästan i hela Europa och österut fram till Bajkalsjön och Himalaya. I Europa saknas arten bara i södra delen av Iberiska halvön och på alla öar i Medelhavet. Dessutom förekommer den i Medelhavsområdet bara i bergsregioner.
Arten lever på blötta gräsmarker, i träskområden och i blandskogar. I norra Europa föredrar dvärgnäbbmusen torra och sandiga regioner. Allmänt är arten mer sällsynt än den vanliga näbbmusen.

## Levnadssätt
Djuret äter främst insekter och deras larver samt spindeldjur och i viss mån även snäckor och daggmaskar. Parningstiden ligger mellan april och oktober. Honan har förmåga att para sig upp till 3 gånger per år. Hon föder två till åtta (vanligtvis 5 eller 6) ungdjur åt gången. Nyfödda dvärgnäbbmöss är bara mindre väl utvecklade och väger bara 0,25 gram. Efter ungefär 18 dagar öppnar de ögonen för första gången och efter cirka 21 sluter honan att ge di. I naturen blir dvärgnäbbmöss högst 16 månader gamla. Under vinterhalvåret tappar de mycket i vikt och storlek.